# Кіпрська кухня

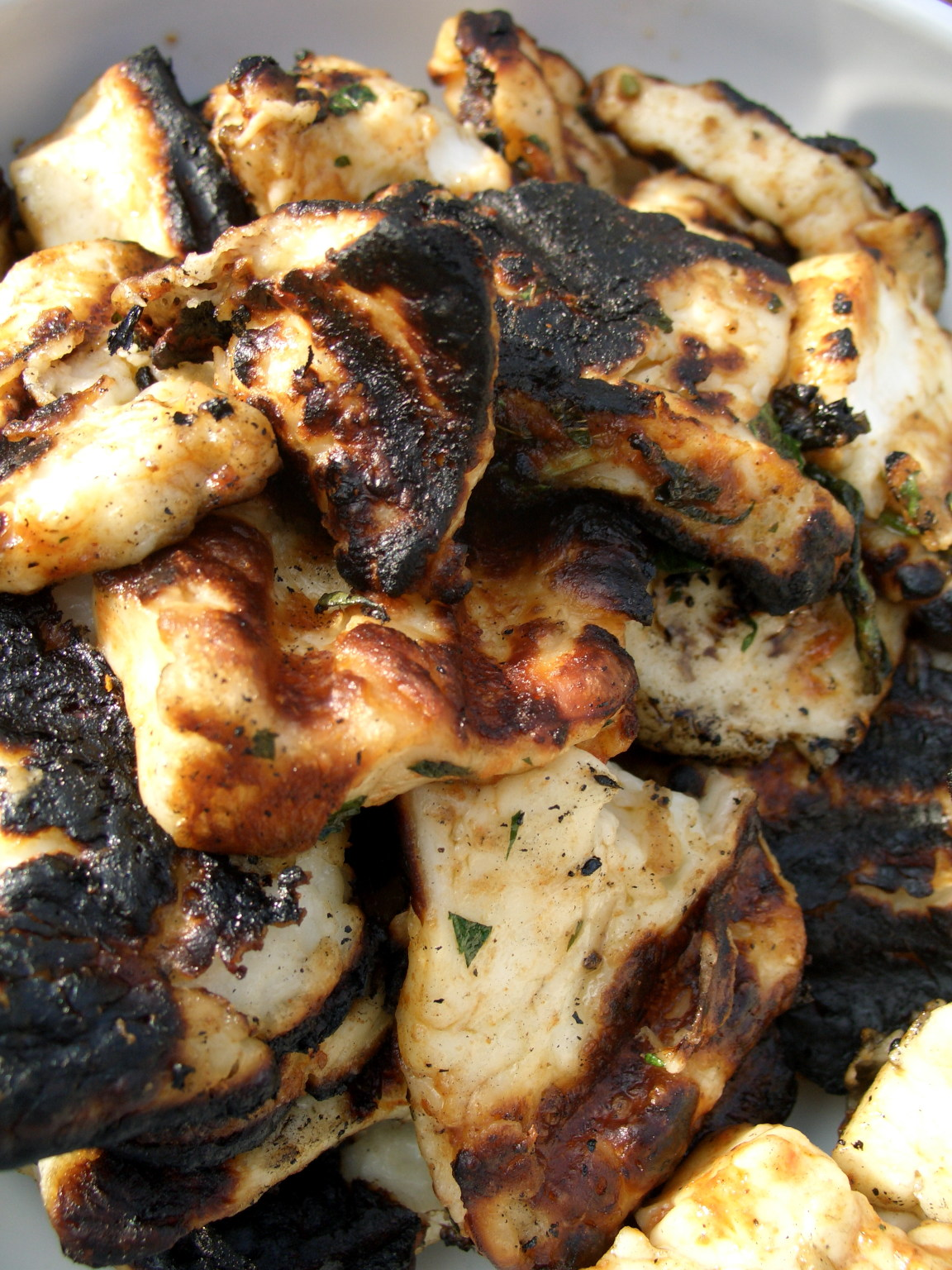
Сир халумі, смажений на грилі

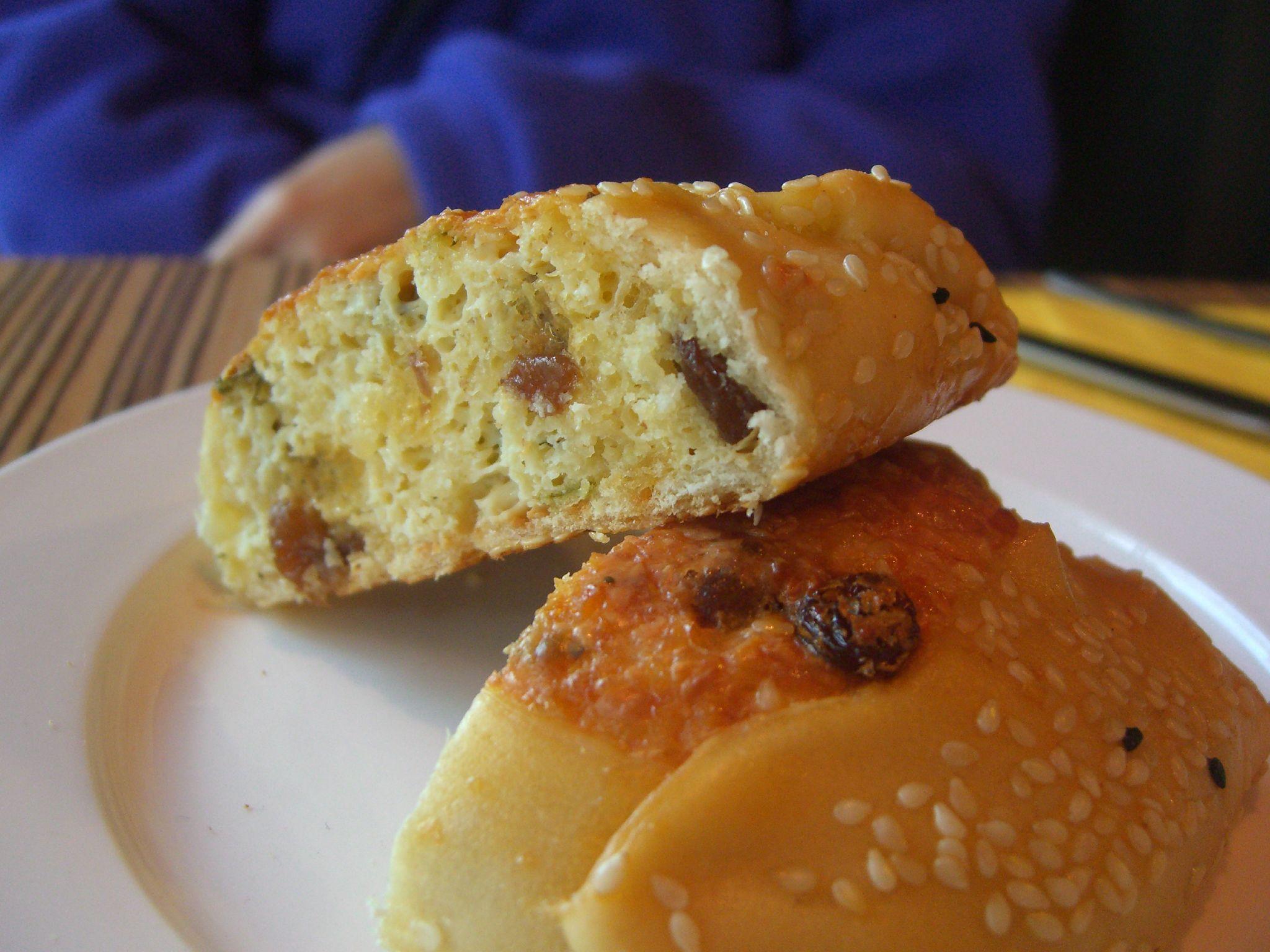
Флауна - традиційна кіпрська великодня випічка

Кіпрська кухня (грец. Κυπριακή κουζίνα, тур. Kıbrıs mutfağı) — Середземноморська кухня на Кіпрі, містить в собі елементи інших кухонь, перш за все, грецької та турецької.

## Вплив інших культур
Завдяки вигідному розташуванню острова в Середземному морі, Кіпр тривалий час знаходився під владою різних імперій, що панували в ті часи в Європі і на Близькому Сході. Кіпр був почергово захоплений асирійцями, єгиптянами, персами, греками і римлянами.
У 395 став на 800 років частиною Візантії.
У XII столітті острів був зайнятий англійським королем Річардом Левине Серце під час Третього хрестового походу, в кінці XV століття потрапив під влада Венеційської республіки.
У 1571 острів перейшов у володіння Османської імперії, а в кінці XIX століття став британською колонією. У 1960 році було оголошено незалежність Кіпру. Зараз населення острова приблизно на 80% складається з кіпріотів грецького і 20% турецького походження.
Найбільший вплив на кіпрську кухню мали відповідно грецька та турецька кухні, чиїми відмінними рисами є приготування їжі на гриль або у формі  густих юшок та використання великої кількості йогурту, петрушки, часнику. На відміну від типової турецької та арабської кухонь, їжа на Кіпрі менш гостра, рідше використовуються традиційні для турецької кухні приправи та гострий перець. З італійської кухні прийшли такі компоненти, як м'ята, коріандр, естрагон, базилік, кардамон, кориця та руккола. З часів, коли Кіпр був британською колонією, залишилися деякі північноєвропейські та азійські кулінарні традиції, наприклад, вживання в їжу індійської приправи карі та імбиру.

## Типові продукти

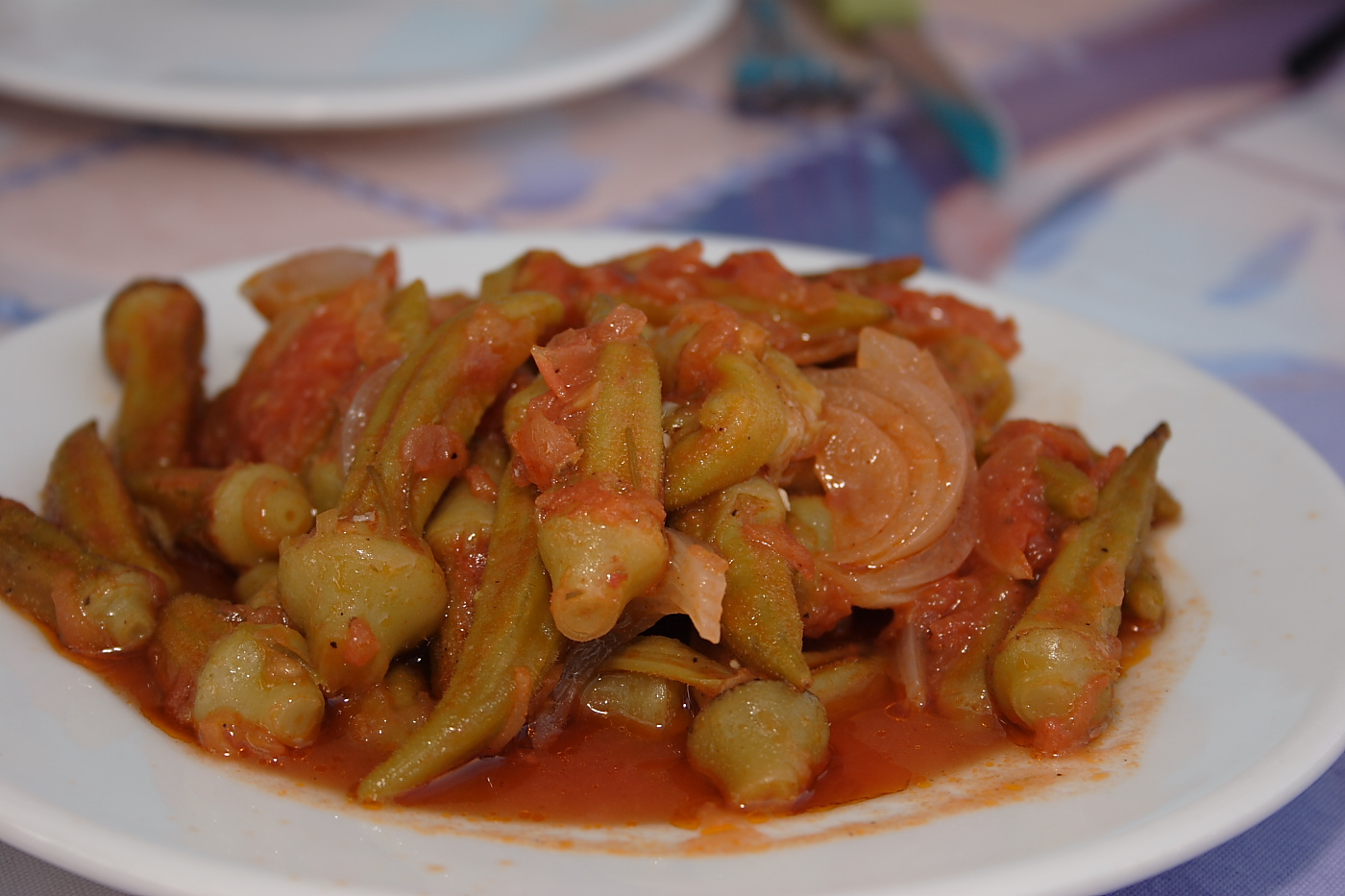
Бамія у томатному соусі

Кіпр відрізняє досить родючий ґрунт, на якому вирощують різні фрукти та овочеві культури. На схилах гірського масиву Троодос виростають персикові, грушеві, яблуневі, горіхові дерева та виноградники. В інших частинах острова переважають кипариси, ріжкові і оливкові дерева. На півдні острова, на околицях Лімасолу, розводять цитрусові: апельсини та грейпфрути. На найродючішому ґрунті на південному сході вирощують картоплю, баклажани, томати, огірки, цибулю та інші овочі. У північно-західній частині плодоносять фігові та гранатові дерева. На південному заході Кіпру, поблизу Пафосу, є бананові плантації.
Кіпрська кухня відрізняється великою кількістю м'ясних страв, перш за все в їжу вживають баранину, свинину, курятину та кролятину, рідше — яловичина, через досить обмежену площу пасовищ для розведення великої рогатої худоби.
Незважаючи на те, що Кіпр є островом, рибні  страви не особливо популярні. Найімовірніше це пов'язано з тим, що на острів часто нападали з моря, що змушувало населення Кіпру перебиратися на віддаленіші від узбережжя райони. Серед усієї різноманітності риб у Середземному морі кіпріоти надають перевагу тунцеві, рибі-меч і кальмарам, які подаються в смаженому вигляді або у фритюрі.
Одним з основних продуктів є сир халумі, який не тільки смажать і використовують в сандвічах, але і використовують для приготування десертів. Також популярні страви з яєць та йогурту.

## Типові страви

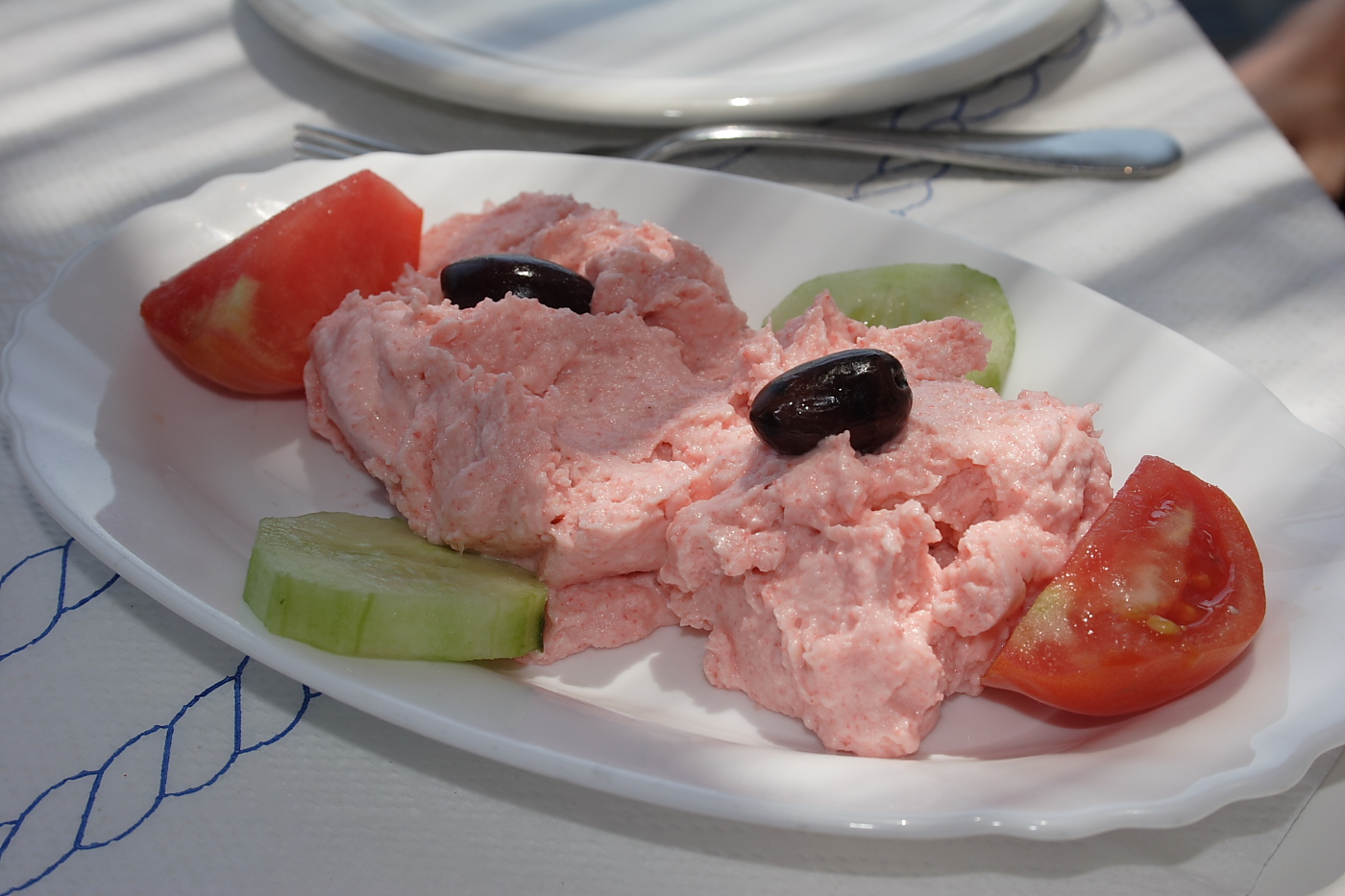
Тарамасалата

Як і в арабській, турецькій та грецькій кухнях, на Кіпрі поширені мезе — набір закусок, які при великій кількості компонентів можуть стати основною стравою. Kanelónia - омлети з різноманітною начинкою, у тому числі з халумі.
М'ясо зазвичай смажать на грилі або сковорідці або ж тушкують у кам'яній печі. У цьому випадку страву готують у глиняному горщику Tawás, і так також називають страви, приготовані в ньому. Такі страви готують з додаванням овочів, кориці, гвоздики та інших спецій, найчастіше до свята. Простіші страви Jiachní готують із обсмажених шматочків м'яса та/або овочів, тушкованих потім на плиті в томатному соусі.
В якості гарніра використовують хліб (насамперед піту), рис, булгур, макарони та бобові. Картопля з'явилася лише в XIX століття і замінила поширене до цього таро. У хліб часто загортають інші продукти, наприклад, шматочки м'яса і салат (див. шаурма, кебаб, сувлакі), политі соусом дзадзикі.